# تشريح الطيور

التشريح الخارجي (الطوبوغرافيا) لطائر نموذجي: 1 المنقار، 2 الرأس، 3 القزحية، 4 بؤبؤ العين، 5 الغطاء أو الرداء، 6 المكامن الصغرى، 7 الأوشحة الكتفية، 8 المكامن، 9 ريش طرف الجناح، 10 الردف، 11 القوادم، 12 الشرج، 13 الفخذ، 14 المفصل الرسغي لعظمة الساق الأكبر، 15 رسغ القدم، 16 القدم، 17 عظمة الساق الأكبر، 18 البطن، 19 الأجنحة، 20 الصدر، 21 الحلق، 22 الزائدة اللحمية

تشريح الطيور، أو هيكل علم وظائف الأعضاء لأجسام الطيور يظهر العديد من التعديلات الفريدة، التي تساعد الطائر على الطيران. للطيور نظام هيكل عظمي خفيف الوزن وجهاز عضلي خفيف لكنه قوي، بالإضافة إلى دورة دموية وأجهزة تنفس قادرة على توفير معدلات أيض وتوفير الأكسجين بشدة، مما يسمح للطائر بالطيران. وقد أدى تطور المنقار إلى تطور نظام هضمي معدل بشكل خاص. وهذه التخصصات التشريحية قم منحت للطيور طبقتها في أسرة الفقاريات.

## نظام الهيكل العظمي

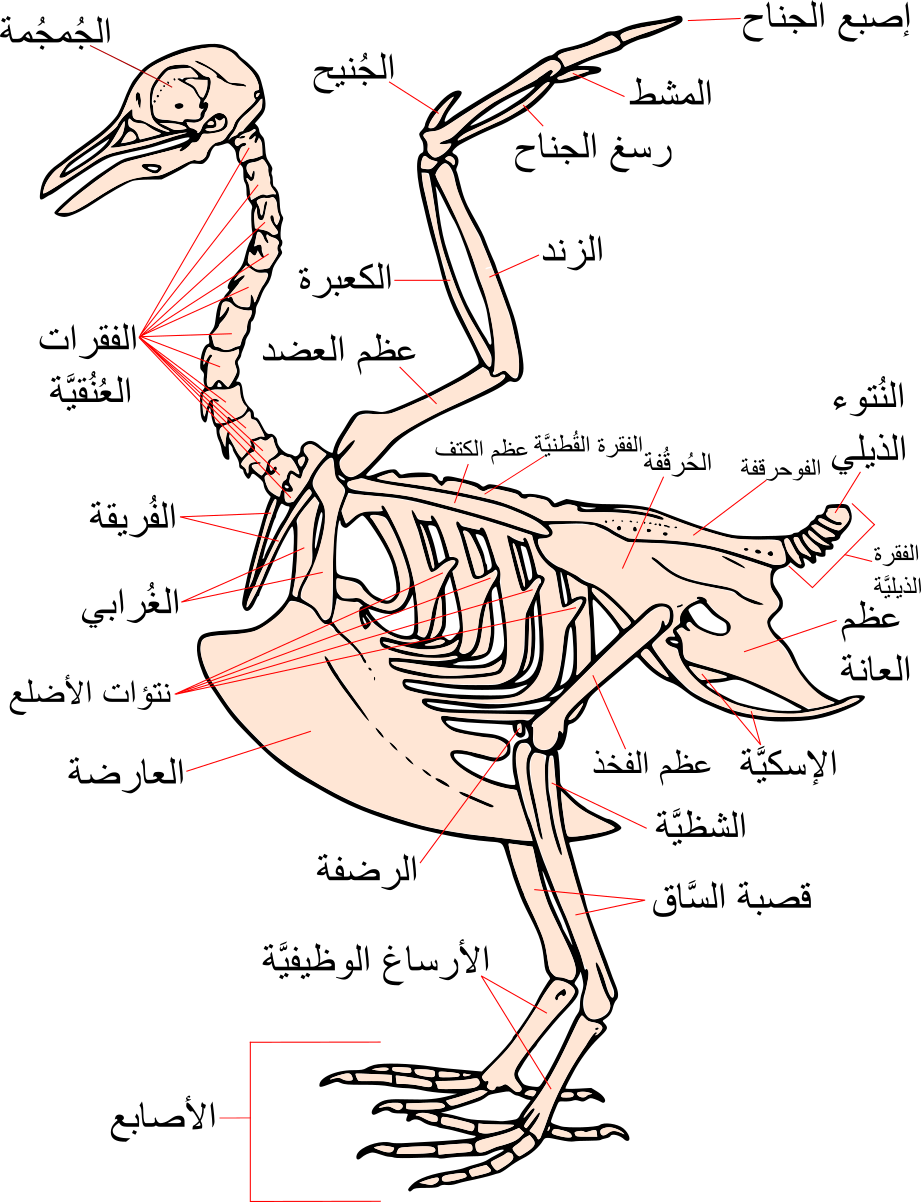
الهيكل العظمي النموذجي للحمام

1. الجمجمة
2. الفقرات العنقية
3. الفريقة
4. عظام الكتف
5. الشصية تقوم بدور الضلوع
6. العارضة
7. العظم المتحرك في رأس الركبة
8. عظم أسفل الساق
9. الأصابع
10. الظنبوب (tibiotarsus)
11. الشظية (tibiotarsus)
12. عظم الفخذ
13. عظم الإسك
14. العانة
15. الحرقفة
16. الفقرات الذيلية
17. عظمة طرف الذيل
18. عظم فقرات آخر الظهر
19. العظم الكتفي
20. الفقرات القطنية
21. عظم العضد
22. عظم الزند
23. الكعبرة
24. الرسغ
25. مشط اليد
26. الأصابع
27. عظمة ثنية الجناح